# Dwupeptydy

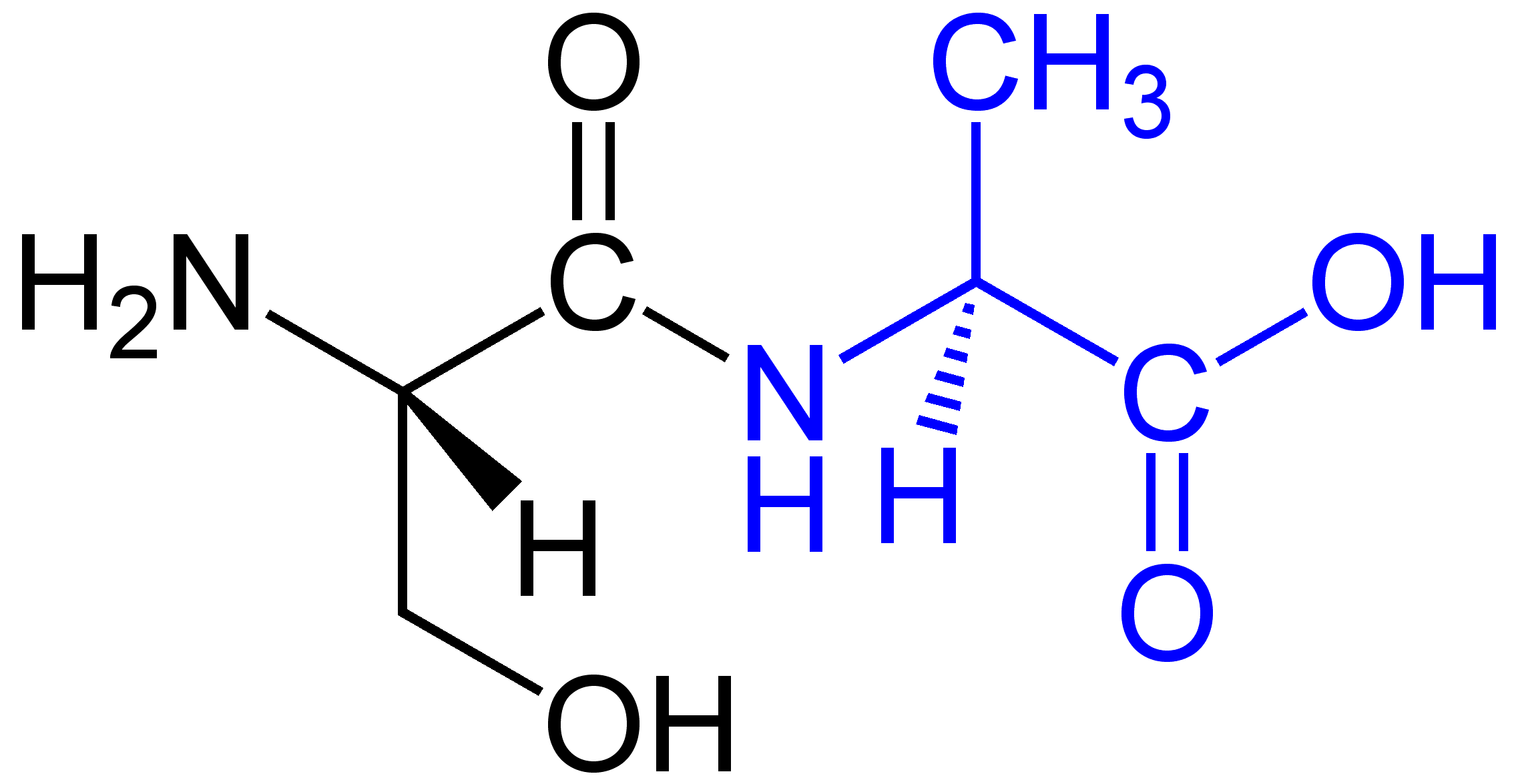
Dwupeptydy

Dwupeptydy – organiczne związki chemiczne zbudowane z dwóch reszt aminokwasowych połączonych wiązaniem peptydowym.
W organizmach żywych powstają na drodze biosyntezy, są także pierwotnymi produktami trawienia białek (w żołądku zostaje wydzielony kwas solny, który stymuluje reakcję polegającą na autokatalitycznym odcięciu peptydu blokującego centrum aktywne proenzymu pepsynogenu, w wyniku której przekształca się on w pepsynę, która trawi białka, rozkładając je na dwupeptydy).
Przykładowe dwupeptydy o znaczeniu biologicznym
- anseryna (β-alanylo-3-metylo-L-histydyna)
- aspartam (ester metylowy N-[amino(karboksylamino)acetylo]fenyloalaniny)
- balenina (β-alanylo-1-metylo-L-histydyna)
- karnozyna (β-alanylo-L-histydyna)
- kiotorfina (L-tyrozylo-L-arginina)